# 海派西餐
海派西餐，又名沪式西餐或上海西餐，是上海特有的、中西结合的一种菜式流派，是上海人按照自身的口味及本地食材的特性自己创造出来的西餐。它分为法式、意式、俄式、英式、德式几大流派，其中俄式的更是因为经济实惠而十分收到欢迎，如罗宋汤。如今，海派西餐中较为著名的菜品有罗宋汤、炸猪排、上海色拉（即洋山芋色拉）等。而除了上述这些家常化的菜肴外，烙蛤蜊、烙蟹斗、金必多浓汤等同样也是海派西餐中的名菜。
上海开埠后的百余年间，因海派西餐仍属西餐范畴，颇为时髦，而口味又较为符合上海人的口味，所以曾非常受到欢迎。但是在1978年中国开始实施改革开放政策后，越来越多的正宗西餐馆在上海开设，海派西餐馆便逐渐式微，现在所剩的也就只有德大西菜社、新利查西菜馆、红房子西菜馆等几家了，但是蘸辣酱油吃的炸猪排和罗宋汤等仍被认为是「老上海」的味道而被津津乐道。

## 历史
1843年上海开埠后，西方文化逐渐开始影响上海，西菜馆也随之在上海开立。据文献记载，上海的第一家西菜馆为位于福州路的一品香番菜馆。当时西菜又称为番菜。虽然在当时吃西餐是非常时髦的生活方式，但是中国人一开始难以适应西菜的烹饪方式，就比方说这半生半熟的牛排。上海西餐于是便汲取各国西餐的精髓而逐渐形成了法式、意式、俄式、英式、德式几大流派。法式注重用料和精致；英式注重调味；意式注重原汁原味，各有各的特色。
1917年，俄國十月革命发生后，大量俄国难民涌入上海，这些上海白俄被上海人称之为罗宋人，在霞飞路（今淮海中路）一带开设了大大小小40余家俄式菜馆，它的一菜一汤（即罗宋汤、面包加黄油）因经济实惠瞬时风靡上海。1937年前，上海有西菜馆200多家，尤以霞飞路和福州路最为集中。其中福州路（旧称四马路）更是因此被称为“四马路大菜”。当时有名的有红房子、德大西菜馆、凯司令西菜社、蕾茜饭店、复兴西菜社和天鹅阁西菜馆等。
中共建政前后是上海西餐的一个转折点，大量西餐馆陆陆续续关门，仅黄浦区一区在公私合营后就只剩下了18家西菜馆。加之当时物资匮乏，对平民百姓来说，“开洋荤”并不是一件常事。但上海人不论是出于对西餐的热爱还是对老生活的怀念，仍然想尽办法在这艰难封闭的年代吃西菜。一种方法就是用各种本土食材来代替西洋进口食材，如用大闸蟹代替海蟹；用自擀的苏打饼干末代替面包粉等。西餐在文化大革命开始后更是彻底被取消，红房子被迫更名为红旗饭店，卖起了中式食堂菜。
改革开放后，上海正宗的西餐馆数量陡然增加，真正做海派西餐的餐厅日渐减少，如天鹅阁、复兴西菜社和蕾茜饭店等都在1990年代关闭了。

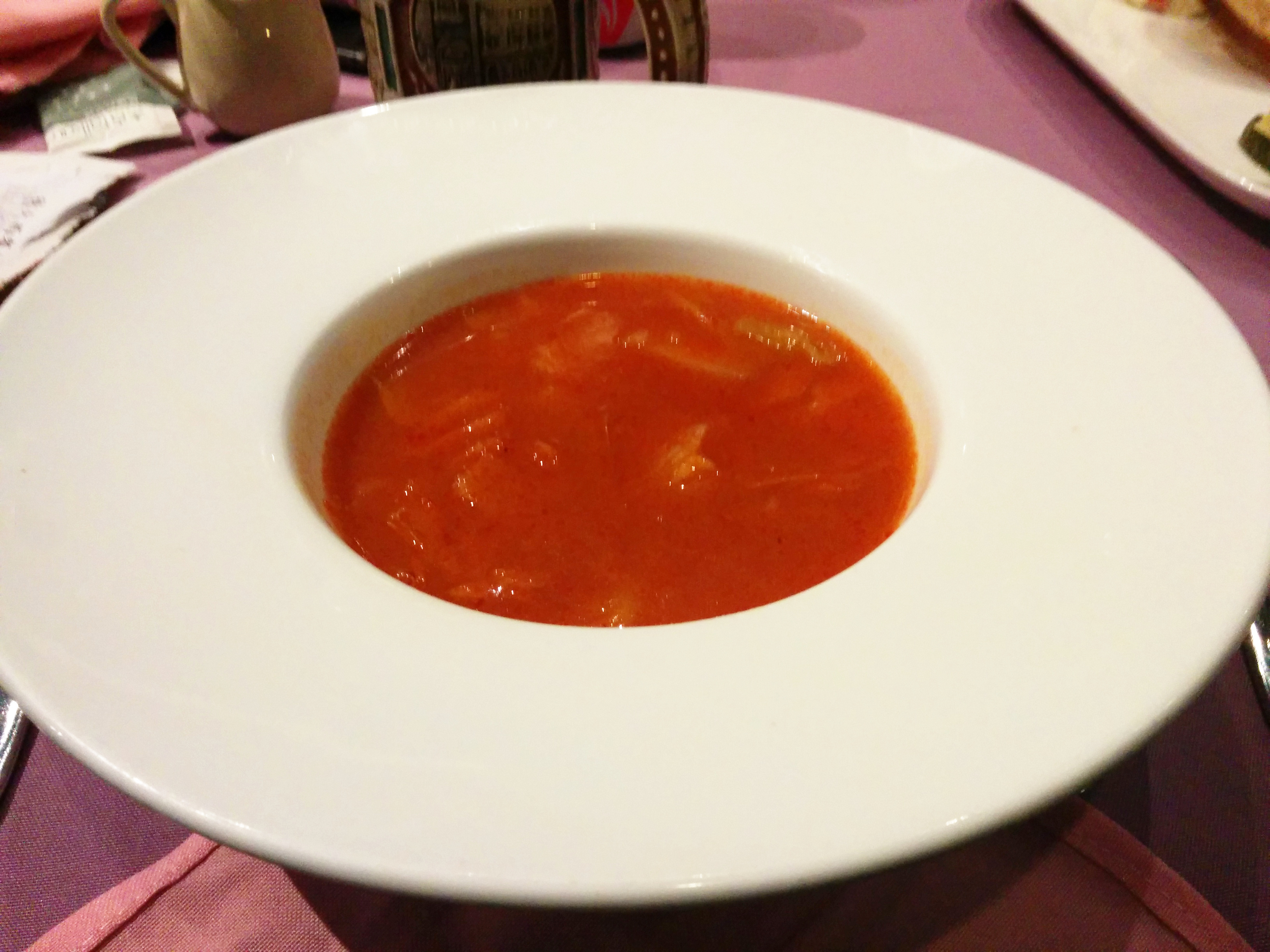
德大西菜社的罗宋汤

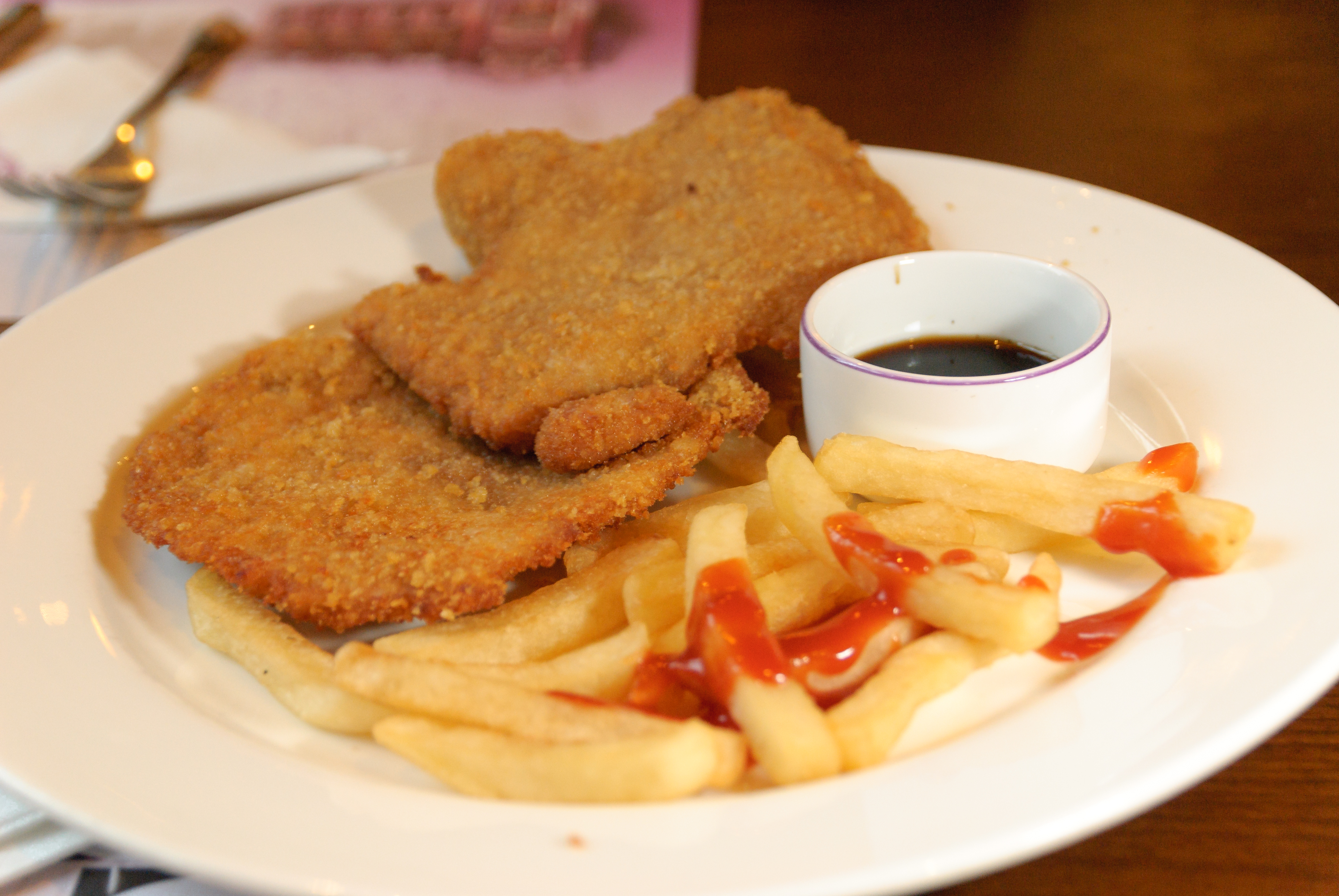
德大西菜社的上海炸猪排

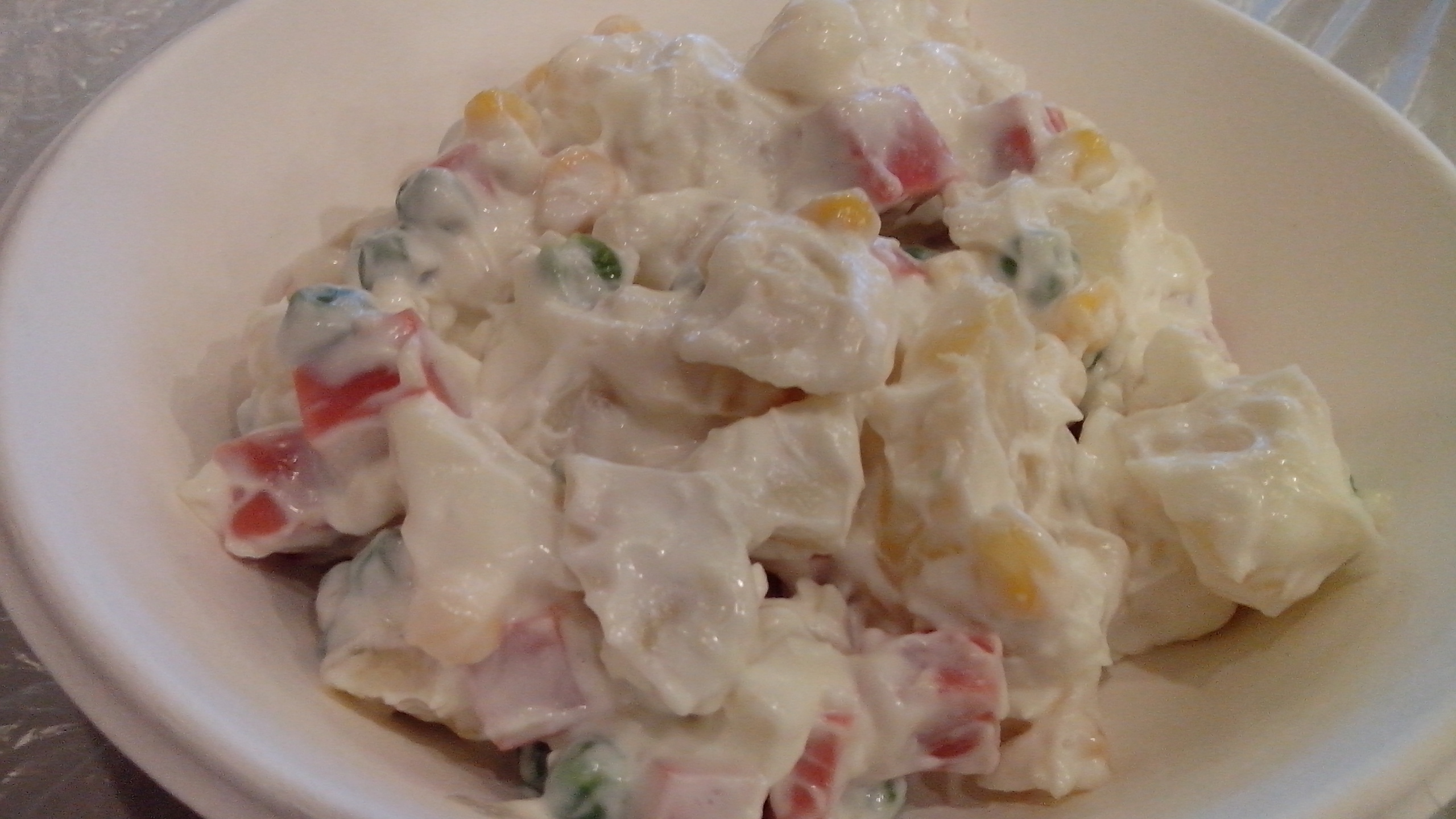
上海色拉

## 海派西菜菜系及西菜社
列出海派西菜中法式、欧美式、意大利式、德式、俄式名店的名字及目前现状，这些各式西菜都不同程度的融入了中国口味。
法式：上海红房子西菜馆
欧美式：蕾茜西菜社（已歇业）、上海西菜馆（今红房子西菜馆淮海店，已转营高档法式西菜）
意大利式：天鹅阁（已歇业）、天鹅申阁西菜社
德式：上海德大西菜社
俄式：东华饭店（已歇业）

## 经典名菜

### 上海罗宋汤
上海的罗宋汤与起源于俄国的罗宋汤完全不同。它在20世纪初随着白俄难民流入上海租界开始传入了上海。因为红菜头并不适合在上海这样的气候条件下种植且上海人并不习惯于罗宋汤酸酸的味道，故而上海人用卷心菜替代红菜头，用番茄酱调制汤色并且增加甜味。上海罗宋汤的一般做法是先将番茄酱用油炒制，以去掉酸味，再加入白砂糖，从而达到酸中带甜的效果。有些做法还会以牛肉汤为汤底，并加入红肠、洋山芋等材料。在上海，罗宋汤尤以德大西菜社与天鹅阁等的著名。当然随着罗宋汤之后日益家常化，罗宋汤的做法在上海民间也就随着家庭的口味千变万化了起来。罗宋汤也可以配面包吃，在面包涂完黄油后再蘸着汤吃。

### 上海炸猪排
上海炸猪排的做法改良自奥地利国菜维也纳炸牛排，而炸猪排与牛排不同，它显得更加市井。炸时要裹上面包粉，外脆里嫩，但又不会十分油腻。在物资紧缺的年代，上海人还会用苏打饼干，自己将其擀碎来代替面包粉，也别有一道风味。猪排吃的时候要蘸上上海产的黄牌辣酱油享用，这也是上海独一无二的吃法，而上海辣酱油的口感与原料也有别于原产地英国的喼汁。

### 洋山芋色拉
洋山芋色拉一般称作上海色拉，做法通常是用切丁的煮熟马铃薯和切成了小方块的红肠，以色拉酱拌匀，再配以碎萝卜末、豌豆丁等突出色彩的对比。现在，上海色拉所用的色拉都是能在超市购买到的现成的色拉酱。然而更为精致的做法是将色拉油、蛋青、蛋黄酱进行长时间的搅拌，这样人工调制出的色拉酱味道自然是不言自明了。

### 烙蛤蜊
烙蛤蜊是海派西餐中的一道名菜，最早由红房子的厨师俞永利在法式名菜——烙蜗牛的基础上发明出来。1946年后，法国蜗牛逐渐断货，红房子欲图想出新品种以取代蜗牛，最终在多次试验下，蛤蜊被选中了。烹饪方法是先将蛤蜊剔出并清洗后，加上色拉油、红酒、蒜泥、芹菜末等调料再放回壳内，最后放入烤箱进行烘培。深受顾客欢迎，法国总统蓬皮杜访沪时也曾品尝这道菜肴，并称其为中国人发明的法国菜。